# 제국항공
제국항공은 초기 영국의 장거리 항공사로 유럽지역에 루트를 운영하기도 하였으나 대개 극동이나 인도, 남아프리카, 오스트레일리아 등지를 연락하는 항공사였다. 제국항공은 콴타스와 TEAL 등과 협력하여 오스트레일리아 등지에도 사업을 펼쳐나갈 수 있었다.

## 설립
1923년의 햄블링 위원회에 따라 여러 항공사들이 통합되었다. 다임러 항공사(5대의 항공기), 핸들리 페이지 트랜스포트(3대의 항공기), 인스톤 항공사(2대의 항공기), 영국 해양항공사(3대의 비행정)이 통합되어 1924년 제국항공이 설립되게 되고 제국항공은 런던 근교의 크로이던 공항을 중심으로 하여 서비스를 시작하였다.
1924년 4월 서비스를 시작하여 1924년 한 해 동안 제국항공은 총 11,395명의 승객들과 212,380통의 우편물을 운반하였다.

## 1924년 ~ 1935년
그동안 쇼트 캘커타 비행정 등으로 인해 케이프타운이나 런던에서 오스트레일리아까지 시험적인 우편물 수송항로가 개설되는 등 많은 진전이 있었다. 게다가 핸들리 페이지 H.P.42 등으로 인해 더욱 서비스가 가능한 새 항로가 개설되면서 제국항공은 승승장구하였다. 게다가 콴타스와 함께 동남아시아 루트도 개설하였다. 또한 1934년부터 제국항공은 우편물 배송 횟수도 점점 늘어갔다. 그에 따라 우편 비행정을 위해 따로 터미널을 크로이던 외에도 사우스샘프턴에도 두었다. 이 터미널은 1980년대까지 사용되었다고 한다.

## 1935년 ~ 1939년
제국항공은 이 시기 사이에 여러 가지 새로운 4발기체들을 도입하였다. 암스트롱 휘트워스 27 인사인이라든가 쇼트 엠파이어, 드하빌랜드 알바트로스인 속도가 300km/h급인 여객기들을 발주하였다. 당시에는 300km/h가 넘으면 꽤 빠르다고 간주되었다. 그러나 제국항공은 결국 1939년 유한회사 영국항공과 통합되어 국영인 영국해외항공이 되었다. 게다가 제국항공의 주요 기체 중 하나였던 H.P.42는 모두 퇴역하였다. 2차대전이 일어나자 제국항공이 30년대 보유하였던 기체들은 거의 다 전장에서 지원용으로 사용되었다.

## 기타
제국항공은 공식적으로 발주한 항공기도 있지만 새 여객기를 시험하기도 했다. 예를 들어 쇼트 11 발레타라든가 볼턴 폴 P.64기체등을 시험하였다. 여기서 볼턴 폴 p.64는 나중에 볼턴 폴 71이 되어 제국항공 유럽루트에 사용되었다.

## 운용한 항공기
- 드 하빌랜드 34
- 드 하빌랜드 50
- 드 하빌랜드 66
- 드 하빌랜드 86
- 드 하빌랜드 알바트로스
- 쇼트 8 비행정
- 쇼트 17 비행정
- 쇼트 17 육상기
- 쇼트 엠파이어 비행정
- 핸들리 페이지 H.P.42
- 빅커스 벌컨